# Feelin' Stronger Every Day
Feelin' Stronger Every Day è un singolo del gruppo rock statunitense Chicago, pubblicato nel 1973 ed estratto dall'album Chicago VI.
Il brano è stato scritto da Peter Cetera e James Pankow.

## Tracce
- 7"

1. Feelin' Stronger Every Day
2. Jenny